# Microsoft Visio
Microsoft Visio este un program de diagramă pentru Microsoft Windows care utilizează grafica vectorială.